# EUFOR Althea

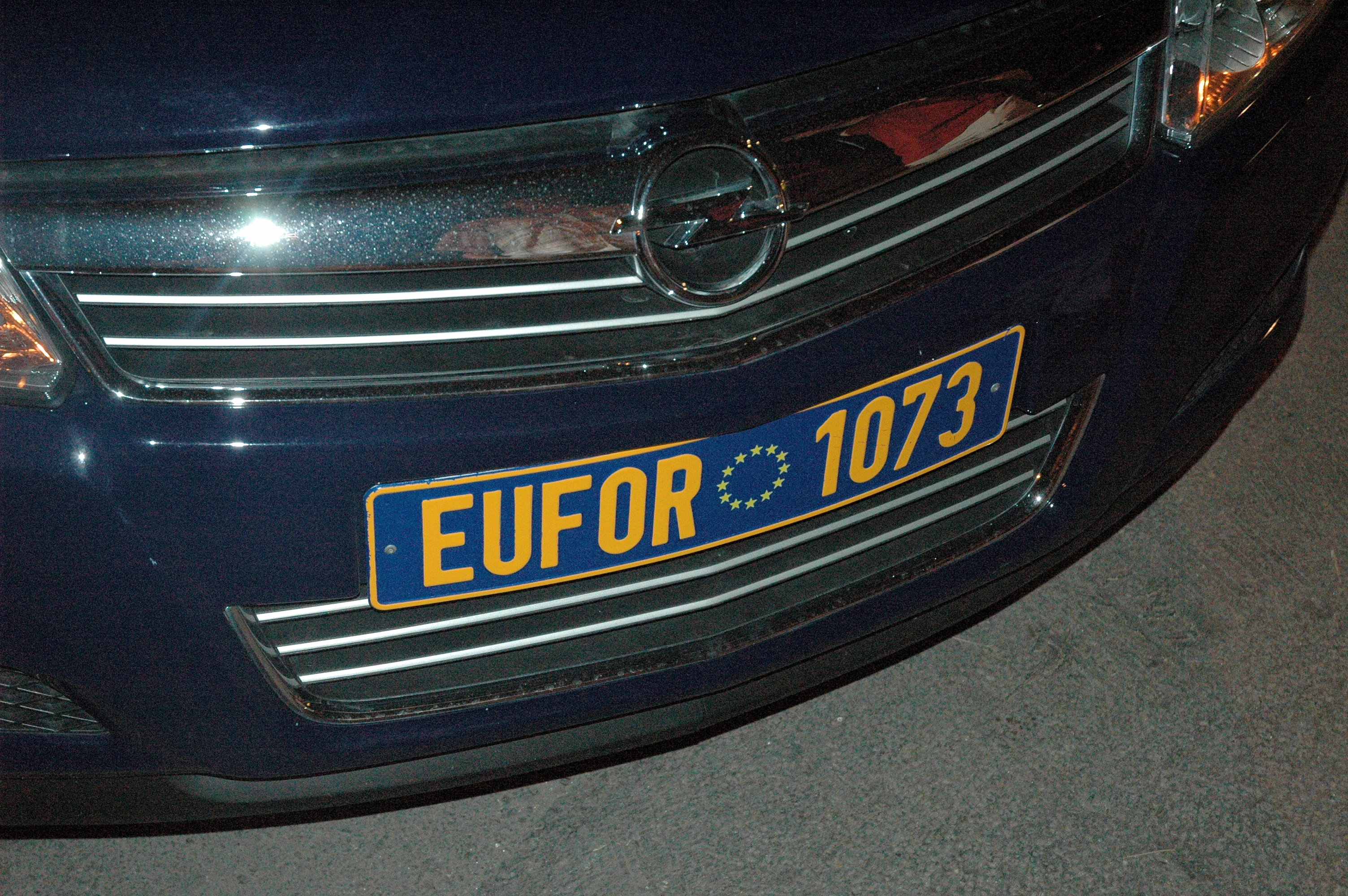
Pojazd EUFOR-u w Sarajewie

EUFOR Althea (European Union Force in Bosnia and Herzegovina) – operacja pokojowa prowadzona przez Unię Europejską w Bośni i Hercegowinie. Rozpoczęta 2 XII 2004 roku zastąpiła wycofujące się wojska NATO (misja SFOR). Misja ma dwa podstawowe cele: zapewnienie bezpieczeństwa ludności BiH oraz wypełnianie zadań określonych w aneksach 1A i 2 Porozumienia z Dayton/Paryża (Dayton/Paris Agreement) z 1995 roku, czyli m.in. ochrona granic BiH. Jednym z pobocznych celów jest wspieranie Międzynarodowego Trybunału Karnego dla byłej Jugosławii (ICTY) w poszukiwaniu serbskich zbrodniarzy wojennych.

Znak EUFOR (do 2014)
Znak EUFOR Althea (2014-17)
Znak EUFOR Althea (od 2017)
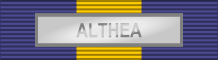
Baretka medalu za EUFOR Althea

Misją kierują aktualnie Hiszpanie (dowódcą od 4 grudnia 2007 jest generał major Ignacio Martin Villalain). Siły UE są podzielone na kilka dowództw. Składają się na nie:
- Międzynarodowa Grupa Bojowa (Multinational Task Force – MNTF) Północ. HQ w mieście Tuzla, ok. 1300 żołnierzy, dowodzi Austria (gen. brygady Striedinger).
- MGB Południowy Wschód. HQ w Mostarze, ok. 1400 żołnierzy, dowodzą Niemcy (gen. brygady Fugger).
- MGB Północny Zachód. HQ w mieście Banja Luka, ok. 1000 żołnierzy, dowodzi Wielka Brytania (brygadier Sharpe).
- Zintegrowany Oddział Policyjny (Integrated Police Unit – IPU). HQ w Sarajewie, obejmuje cały obszar BiH, ok. 500 policjantów, dowodzą Włochy (płk. Bardi).
- Wojska teatru działań wojennych (Theatre Troops). Około 2000 żołnierzy, rozmieszczonych po całej BiH, tworzy „rezerwę” dla misji EUFOR i zajmuje się wspieraniem w boju ww. oddziałów.

W misji EUFOR uczestniczą 22 państwa UE i 11 państw spoza UE. Według stanu na listopad 2005 r. wystawili oni 6270 żołnierzy (5502 z UE i 768 spoza UE).
| Żołnierze z krajów UE: - Niemcy – 1014 - Włochy – 955 - Wielka Brytania – 706 - Hiszpania – 492 - Francja – 463 - Holandia – 384 - Portugalia – 237 - Austria – 221 - Polska – 50 - Finlandia – 184 - Węgry – 142 - Rumunia – 120 - Czechy – 90 - Słowenia – 90 - Grecja – 88 - Szwecja – 77 - Belgia – 52 - Irlandia – 51 - Bułgaria – 36 - Słowacja – 4 - Estonia – 3 - Łotwa – 3 - Litwa – 1 - Luksemburg – 1 | Żołnierze spoza UE: - Turcja – 332 - Maroko – 132 - Albania – 71 - Macedonia – 29 - Chile – 23 - Szwajcaria – 23 - Norwegia – 17 - Nowa Zelandia – 9 - Kanada – 3 - Argentyna – 2 |